# Estación Villa Valeria
Villa Valeria es una estación ferroviaria ubicada en la localidad del mismo nombre, Departamento General Roca, Provincia de Córdoba, República Argentina.

## Servicios
Actualmente, no presta ningún servicio, ni de cargas y ni de pasajeros, en la actualidad.

## Historia
En el año 1907 fue inaugurada la Estación, por parte del Ferrocarril Buenos Aires al Pacífico, en el ramal de Villa Valeria a Laboulaye, que en la actualidad, el ramal fue desafectado por el gobierno de Carlos Menem. También, es parte del ramal de Justo Daract a Estación Cañada Verde. El ramal fue puesto en marcha en la década de 1900 por el Ferrocarril Buenos Aires al Pacífico.